# Petiso argentino
Le Petiso argentino est une race de poneys, fruit de croisement entre des Shetlands et des Welshs importés en Argentine durant la première moitié du XXe siècle sur le cheptel de Criollo argentins local. De petite taille, ce poney est sélectionné pour sa polyvalence. 

## Histoire
Il est aussi nommé « poney d'Argentine ». Cette race est relativement récente, puisqu'elle provient des poneys de race Shetlands et  Welshs importés par les fermiers argentins durant la première moitié du XXe siècle (d'après Hendricks ; le dictionnaire des sciences animales du CIRAD estime que ces croisements sont postérieurs à la Seconde Guerre mondiale). Le stud-book de la race est créé en 1982 avec la Asociación Civil Criadores de Petisos (ACCP), pour inclure tous les types de poneys existant en Argentine. Le cheptel d'origine est constitué de croisements entre le Criollo local et ces races de poneys importées, principalement Shetland et Welsh,.

## Description
Il toise de 1,02 m à 1,22 m selon l'encyclopédie de CAB International (2016), le moins sérieux Guide Delachaux indiquant une fourchette plus réduite, de 1,10 m à 1,22 m.
Trois types sont reconnus : le petiso proprement dit, métissage entre la race créole avec le poney Shetland et le poney Welsh ; le petiso Shetland et le petiso Welsh, qui ont conservé leurs caractéristiques raciales d'origine. 
Il présente une petite tête et de petites oreilles,, une encolure large et musclée, des membres courts et forts, avec d'excellents aplombs
Le Petiso est un animal agile, actif, d'apparence harmonieuse et équilibrée. Le caractère est réputé doux.
Toutes les couleurs de robe sont théoriquement possibles et ces dernières sont très variables, quoique le Tobiano puisse être indiqué comme impossible.

## Utilisations
C'est un poney multi-usages ; il est généralement utilisé comme animal de traction, mais peut aussi faire une bonne monture en équitation sur poney pour les enfants. En 2016, lors de Exposition rural, la polyvalence de la race a été mise en avant à travers des démonstrations de saut d'obstacles et de pony games.

## Diffusion de l'élevage
La race est propre à l'Argentine.